# Misjo Juzmeski
Misjo Joezmeski of Misjo Juzmeski (Macedonisch: Мишо Јузмески; Engels: Misho Yuzmeski), (Ohrid, 7 april 1966 - aldaar, 30 april 2021) was een Macedonische schrijver, publicist en fotograaf.

## Biografie
Joezmeski heeft bijna zijn gehele leven in Macedonië gewoond. Doch voor zowel zijn persoonlijk plezier als voor zijn werk heeft hij een deel van zijn leven door tal van landen in Europa gereisd. Verscheidene malen verbleef hij in Nederland, waar hij goed bekend werd met de Nederlandse taal en de cultuur.
Misjo Joezmeski heeft gewerkt als gids, reisagent en tolk. Naast het Macedonisch, zijn moedertaal, spreekt hij Bulgaars, Duits, Engels, Frans, Italiaans, Servisch, Spaans en Nederlands.
In 1992 werkte hij mee aan de oprichting van het eerste particuliere radiostation in Ohrid. Bij de radio werkte hij bijna twee jaar als redacteur en presentator van culturele programma's. In hetzelfde jaar had hij een ontmoeting met de fotograaf Atanas Talevski. Hun ontmoeting leidde tot een intensieve samenwerking op het gebied van fotografische kunst. De ervaring van deze samenwerking helpt Joezmeski bij het ontwikkelen van zijn eigen fotografische carrière.
Naast de fotografie, was Joezmeski ook werkzaam als schrijver en publicist. Van zijn hand verschenen verhalen, essays, diverse prozaboeken en publicaties op het gebied van toerisme en cultuur. Vanaf 1999 was hij lid van de redactie van Narodna Volja, een tijdschrift dat wordt uitgegeven door de Macedonische minderheid in Bulgarije.

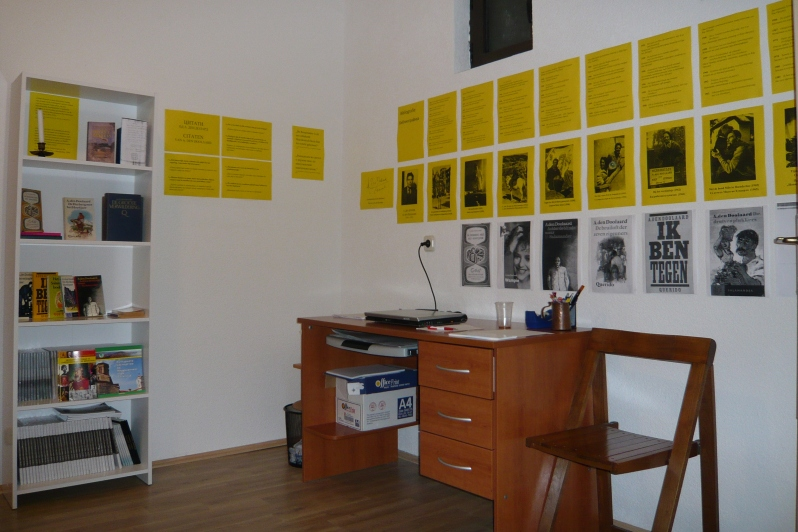
De herdenkingskamer voor A. den Doolaard in Ohrid opgericht door Misjo Joezmeski

In juni 2011 stichtte Joezmeski in Ohrid het cultureel centrum "CULTURA 365". Op 19 juni 2011 werd hier een herdenkingskamer voor A. den Doolaard geopend met een tentoonstelling van boeken en documenten die het leven en werk van de schrijver toelichten, georganiseerd door Joezmeski. Hij heeft ook artikelen gepubliceerd over de betekenis van A. den Doolaard voor de ontwikkeling van de Nederlands-Macedonische relatie. Deze artikelen zijn verzameld in het boek Onze Nederlandse vriend A. den Doolaard. In mei 2012 verscheen de Engelse en in 2013 de Nederlandse versie van hetzelfde boek.

## Prijs
- 2020 - OhridNews-Erkenning voor culturele en toeristische promotie van Ohrid voor het boek Explore Ohrid[14]